# Рональд Шаллей
Рональд Шаллей (нід. Ronald Schalley; 28 жовтня 1968 Генк, Бельгія) — бельгійський шашкіст. Багаторазовий чемпіон Бельгії з міжнародних шашок. Майстер ФМЖД.
Виступає за клуб CEMA — De Vaste Zet Geleen.
FMJD-Id: 10077

## Спортивні результати
Чемпіон Бельгії
- в класичній грі (1998, 2003—2004—2005, 2007, 2012, 2015, 2016),
- в дуже швидкій грі (1999, 2001—2002, 2005, 2008—2009),
- у швидкій грі (2001, 2004, 2006, 2012—2013).

## Родина
Дружина — Ева Шаллей-Мінкина; дочка Аурелія, яка народилася у 2012 році.